# スケルツォ第3番 (ショパン)
スケルツォ第3番（スケルツォだいさんばん）嬰ハ短調 作品39は、フレデリック・ショパンが作曲したピアノのための4曲のスケルツォのうちの1曲で、1839年に完成された。

## 構成
構成はソナタ形式を取り、古典回帰を感じさせるが、独創的な序奏部など内容は幻想性に満ちている。
序奏は1小節に4連符がおかれ、拍子感が曖昧になり、調性も不明確であり、無調音楽の先駆とも取ることができる。この独創的な序奏のあとに現れる第1主題は明確な嬰ハ短調を示し、オクターブで鳴らされる。曲中は終始この動機と、続く第2主題の動機が展開される。第2主題はコラール風の問いに、下降する分散和音が応えるというような印象的なものであり、しばしば「レース」「すだれ」と形容される。なお、この第2主題は提示部では同主調の変ニ長調で、再現部では平行調のホ長調で現れるため、通常のソナタ形式とは逆の形になっている。
再現部ではさらに第2主題がホ短調で繰り返され、その後、嬰ハ長調の経過句を経て、主調に帰り、激しいコーダとなる。曲は喜ばしく嬰ハ長調で終わる。